# Para Rutha-Aarona
Para Rutha-Aarona – para dwóch kolejnych liczb naturalnych, dla których suma czynników pierwszych jest identyczna.
Przykładowo 714 = 2x3x7x17 i 715 = 5x11x13 – dla obu liczb suma ta jest taka sama i wynosi 29.
Poniżej ciąg kolejnych takich par:
(5, 6), (8, 9), (15, 16), (77, 78), (125, 126), (714, 715), (948, 949), (1330, 1331), (1520, 1521), (1862,1863), (2491, 2492), (3248, 3249), (4185, 4186), (4191, 4192), (5405, 5406), (5560, 5561), (5959, 5960), (6867, 6868), (8280, 8281), (8463, 8464), ...
Nazwa ukuta przez Carla Pomerance odnosi się do baseballistów Babe'a Rutha i Hanka Aarona oraz ich rekordowych home runów wynoszących właśnie 714 i 715.
Najmniejsza para Rutha-Aarona, w której także ilość czynników pierwszych jest identyczna (wynosi 4) to:
6867 = 3x3x7x109
6868 = 2x2x17x101
Istnieją także trójki Rutha-Aarona, najmniejszy taki przypadek to:
417162 = 2 × 3 × 251 × 277,
417163 = 17 × 53 × 463,
417164 = 2 × 2 × 11 × 19 × 499
gdzie 2 + 3 + 251 + 277 = 17 + 53 + 463 = 2 + 2 + 11 + 19 + 499 = 533